# Automatik Kalamity
 (avril 2017).
Si vous disposez d'ouvrages ou d'articles de référence ou si vous connaissez des sites web de qualité traitant du thème abordé ici, merci de compléter l'article en donnant les références utiles à sa vérifiabilité et en les liant à la section « Notes et références ».
Automatik Kalamity est l'unique album de la chanteuse française Anouk, sorti en 1997 chez Virgin et sur lequel Manu Chao a participé (guitare et deuxième voix sur certains morceaux).
Chanté en français et en anglais, l'album mêle chanson intimiste, reggae et dub.

## Liste des titres
| 1.    | Hi hello, Hi hello        | 2:52 |
| 2.    | Une après-midi de chien   | 2:29 |
| 3.    | Mauvais sang              | 4:08 |
| 4.    | Politik                   | 3:29 |
| 5.    | Curse Dub                 | 4:43 |
| 6.    | Ce jour-là                | 2:59 |
| 7.    | Ce jour-là (Instrumental) | 1:06 |
| 8.    | Paradise Dub              | 3:07 |
| 9.    | I Don't Like              | 3:40 |
| 10.   | Fidel Song                | 0:59 |
| 11.   | Hi hello (Part 2)         | 4:20 |
| 12.   | L'Étoile polaire          | 1:16 |
| 13.   | Au milieu & Trankill      | 2:43 |
| 14.   | De guerre & de trépas     | 2:34 |
| 40:27 |                           |      |

Note
L'album contient de nombreux samples instrumentaux de Bob Marley, Max Romeo, Justin Hinds.

## Crédits

### Membres du groupe
- Anouk : chant
- Manu Chao : basse, guitare, chant
- Fidel Nadal, Koor, Silk, Toxic : chant et chœurs
- Camille Bazbaz : piano
- Roro : batterie, percussion
- Jean-Michel Lejoux : basse
- Arno : guitare
- Guillaume : scratches

### Équipes technique et production
- Production : Dr. Lupus
- ingénierie : Laurent Olivier
- Mixage (assistants) : Bertrand Joncoux, Jean-Marc Delavallée, Jean-Yves Legrand, Stéphanie
- Mastering : Geoff Pesche
- Programmation : Roro
- Effets sonores : Pascal
- Artwork : Toxic
- Photographie : Gilles Tondini